# Sedan, Ardennes

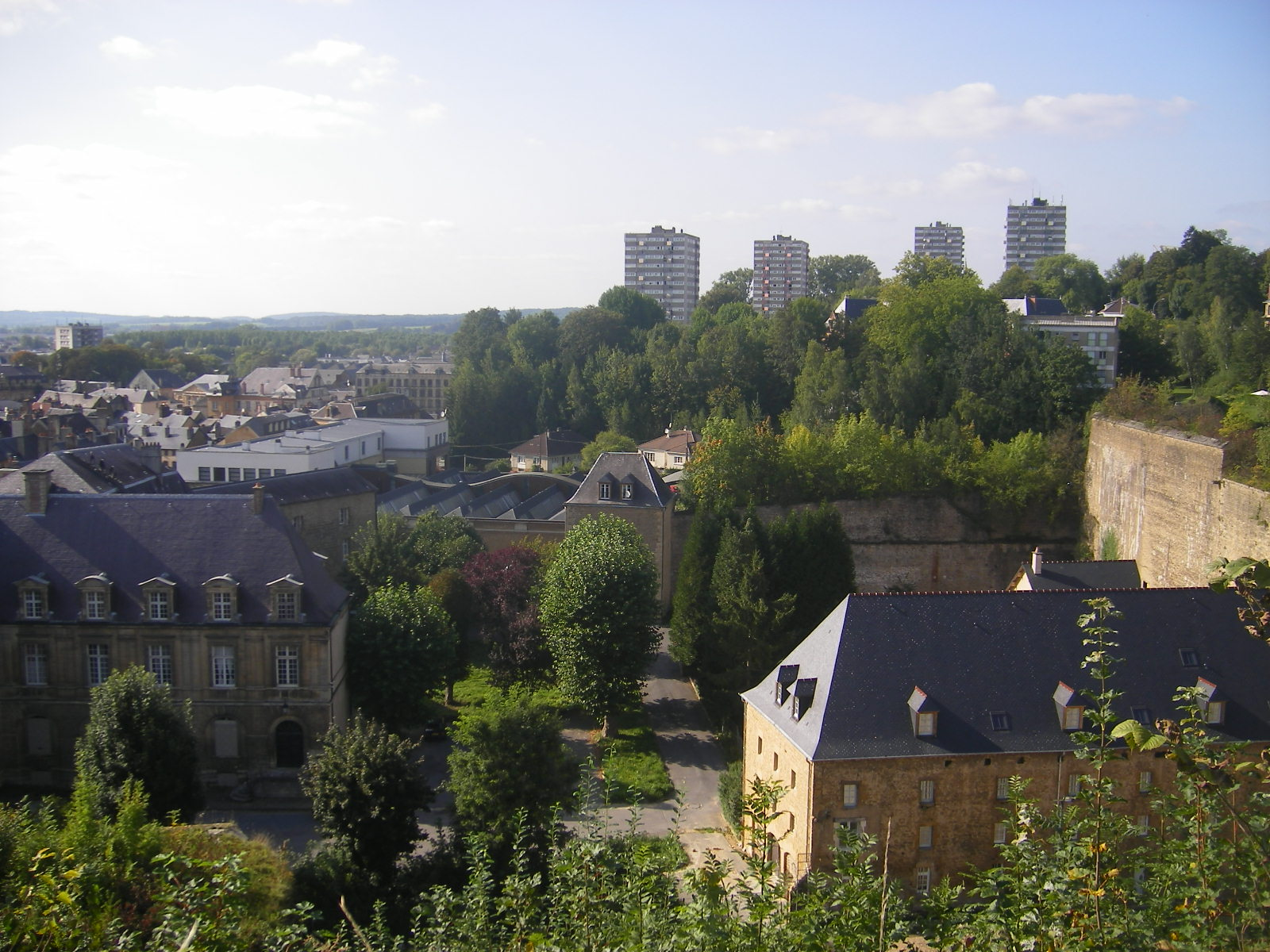

Sedan là một xã trong tỉnh Ardennes, thuộc vùng Grand Est của nước Pháp, có dân số là 20.548 người (thời điểm 1999). Xã nằm gần biên giới với Bỉ và Đại Công quốc Luxembourg.

## Thông tin nhân khẩu
| 1962   | 1968   | 1975   | 1982   | 1990   | 1999   |
| ------ | ------ | ------ | ------ | ------ | ------ |
| 20 854 | 23 037 | 23 995 | 23 477 | 21 667 | 20 548 |

## Những người con của thành phố
- Charles Baudin, đô đốc
- Frédéric-Maurice de La Tour d'Auvergne, duc de Bouillon, tướng quân đội
- Yves Congar, hồng y giáo chủ
- Erard de la Marck, giám mục hầu tước của Lüttich và tổng giám mục của Valencia
- Robert III. của der Mark, thống chế của Pháp
- Yannick Noah, vận động viên quần vợt
- Robert IV. của der Mark, công tước của Bouillon
- Henri de La Tour d'Auvergne, vicomte de Turenne, thống chế của Pháp

### Thành phố kết nghĩa
- Eisenach, Đức